# Guerra birmano-siamese (1547-1549)
La guerra birmano-siamese del 1547-1549 fu un conflitto combattuto tra Regno di Toungoo e Regno di Ayutthaya tra il 1547 ed il 1549.

## Premesse
Il Regno di Ayutthaya stava attraversando una grave crisi dinastica; dal 1533 al 1548 i quattro sovrani che erano saliti al trono furono tutti assassinati da membri della casa reale. Nello stesso periodo era salito al trono del Regno di Toungoo Tabinshwehti, iniziando l'espansione che nel 1545 avrebbe riunificato la Birmania, trasformandola in una delle maggiori potenze militari del sudest asiatico e una grave minaccia per l'indebolito Siam.
Durante il regno di Chairacha (1534-1546) vi erano stati i primi scontri tra i regni di Ayutthaya e di Toungoo. Temendo che i birmani sconfinassero oltre il Saluen, Chairacha aveva istituito posti di guardia lungo le frontiere. Il sovrano fu assassinato nel 1546 e, dopo i brevi regni di Yot Fa e dell'usurpatore Worawongsa, nel 1548 era salito al trono Maha Chakkraphat.

## Inizio del conflitto
La prima fase del conflitto fu combattuta nel 1547 lungo le coste del Tenasserim, storicamente conteso tra birmani e siamesi. Le Cronache birmane riportano che quell'anno i siamesi avevano occupato Tavoy e Tabinshwehti inviò a riprendere la città le proprie truppe. 12 000 uomini giunsero a Tavoy via terra e via mare guidati dal viceré di Martaban e costrinsero al ritiro i siamesi, comandati dal governatore di Kanchanaburi.

## Invasione birmana del Siam
Informato sul periodo di crisi che stava attraversando Ayutthaya, l'anno dopo Tabinshwehti invase il Siam partendo da Martaban ed attraversando la frontiera al Passo delle Tre Pagode. Secondo fonti siamesi, l'esercito birmano era composto da 300 000 uomini, 3 000 cavalli e 700 elefanti da guerra, mentre secondo le fonti birmane gli uomini erano 12 000, i cavalli 2 400 e gli elefanti 60. L'avanguardia era comandata dal generale Bayinnaung, il nucleo centrale dallo stesso Tabinshwehti e la retroguardia dal viceré di Prome Thado Dhammayaza. Accompagnavano gli invasori anche diversi mercenari portoghesi dotati di armi da fuoco. Senza incontrare particolare opposizione, i birmani si accamparono nei pressi di Ayutthaya.

### Morte della regina Sri Suriyothai

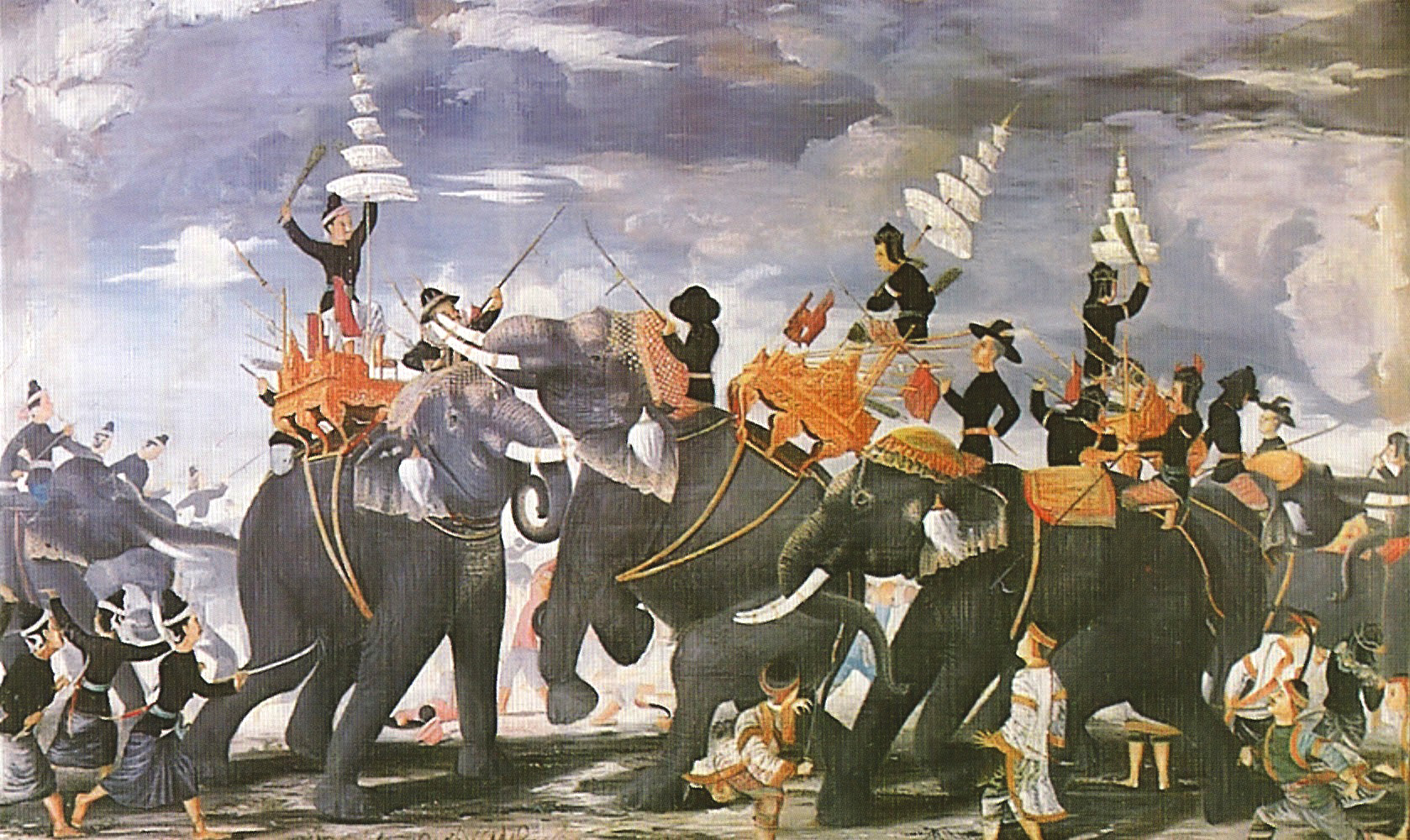
La battaglia in cui perse la vita Sri Suriyothai in un dipinto del XX secolo

I siamesi avevano concentrato le difese nella capitale ed ingaggiarono battaglia nel febbraio del 1549. L'esercito uscì dalla città comandato da re Maha Chakkraphat, dall'Uparat principe Ramesuan e dal principe Mahin, i due figli del sovrano. Parteciparono alla battaglia anche la regina di Ayutthaya Suriyothai e la figlia Boromdhilok, vestite con le corazze da soldato ed entrambe sul dorso dello stesso elefante. L'armata siamese raggiunse la colonna comandata dal viceré di Prome e, com'era consuetudine di quel tempo, i due comandanti si affrontarono in un duello sul dorso degli elefanti.
L'elefante di Maha Chakkraphat fu colto da una crisi di panico e si diede alla fuga, inseguito dall'elefante del comandante birmano. La regina Suriyothai, vedendo il marito prossimo alla morte, si frappose tra i due contendenti, affrontò personalmente il viceré di Prome e fu uccisa assieme alla figlia a colpi di falce da guerra. I principi Ramesuan e Mahin intervennero a disperdere i birmani e raccolsero i resti della madre e della sorella, ricomposero le truppe attorno al padre, che grazie alla moglie si era salvato, e l'esercito siamese fece rientro in città. L'atto di coraggio della regina è tuttora vivo nella mente dei thailandesi, che la considerano un'eroina nazionale.

### Assedio e ritirata birmana
Ebbe così inizio l'assedio di Ayutthaya, che si protrasse per lungo tempo a fasi alterne ma senza che i birmani riuscissero a penetrare all'interno delle mura. Quando Tabinshwehti seppe che stava arrivando a supporto degli assediati un grosso esercito da Phitsanulok, comandato da Maha Thammaracha, e che nella capitale Hanthawaddy era in corso una ribellione dei mon, diede l'ordine di ritirata. Stanchi per l'assedio e a corto di viveri, i birmani tesero un'imboscata agli inseguitori e riuscirono a catturare il principe Ramesuan e lo stesso Maha Thammaracha, imponendo a Maha Chakkraphat di poter lasciare il Siam incolumi in cambio della riconsegna dei due principi.

## Conseguenze dell'invasione
Per proteggere Ayutthaya da eventuali nuove invasioni, Maha Chakkraphat fece rimuovere le vecchie mura in terra battuta, risalenti ai tempi del fondatore della città Ramathibodi I, e fece erigere le nuove in muratura di laterizio. Fece scavare un fossato che andò ad aggiungersi a quello naturale costituito dai fiumi che circondano la città. Potenziò la flotta di imbarcazioni da guerra a protezione di tali fiumi, smantellò le difese di diversi villaggi di frontiera, considerati poco difendibili e facilmente utilizzabili dall'esercito nemico. Riorganizzò il sistema di chiamata alle armi e fondò nuove città, tra le quali Nonthaburi, da utilizzare come centri di reclutamento truppe. Diede inoltre ordine di catturare il maggior numero possibile di elefanti, considerati fondamentali per la guerra.
Al ritorno dalla campagna in Siam, il re birmano Tabinshwehti entrò in un grave periodo di depressione, aggravato da un eccessivo consumo di bevande alcoliche. Ne approfittarono i popoli assoggettati in precedenza, le cui ribellioni frantumarono il regno. Il generale Bayinnaung assunse la reggenza e, mentre si trovava a Dala, presso l'odierna Rangoon, per soffocare la rivolta dei mon locali, una nuova ribellione dei mon di Pegu portò nel 1550 all'assassinio di Tabinshweti e alla rinascita del Regno di Hanthawaddy. Bayinnaung si trovò isolato con una piccola guarnigione, ma riuscì a ristabilire un proprio regno nel 1551 nella vecchia capitale Toungoo. Negli anni che seguirono fu impegnato nella riunificazione di tutti i territori persi, e avrebbe sottomesso Ayutthaya nel 1564.